# Rhynchodeminae
Rhynchodeminae ist eine Unterfamilie der Landplanarien, die weltweit verbreitet ist.

## Systematik
Aufgrund morphologischer Merkmal, vor allem dem Vorhandensein von einem Augenpaar, umfasste die Unterfamilie Rhynchodeminae zunächst ausschließlich Arten des heutigen Tribus Rhynchodemini und wurde als Schwestertaxon zur Unterfamilie Microplaninae geführt. Für die übrigen Triben wurden aufgrund der vielen Augen entlang des Körpers eine nahe Beziehung zur Unterfamilie Geoplaninae vermutet.
Molekulargenetische Untersuchungen zeigten, dass diese Klassifikation unpassend war und Rhynchodeminae näher mit der Unterfamilie Caenoplaninae verwandt ist. Aus diesem Grund wurde die vorige Definition für die Unterfamilie Rhynchodeminae für den neu eingeordneten Tribus Rynchodemini übernommen. Auch die vorherige Unterfamilie Caenoplaninae wurde in den Tribus Caenoplanini überführt. Des Weiteren wurden die Triben Anzoplanini, Eudoxiatoplanini und Pelmatoplanini in die Unterfamilie aufgenommen. Die Einordnung dieser Unterfamilie wird durch Ergebnisse der Phylogenetik unterstützt, es gibt jedoch auch Synapomorphien innerhalb der Gruppe.

### Triben und Gattungen
- Anzoplanini:
  - Anzoplana Winsor, 2006[4]
  - Marionfyfea Winsor, 2011[5] (Name ersetzt vorherigen Gattungsnamen Fyfea Winsor, 2006[4])
- Caenoplanini:
  - Arthurdendyus Jones, 1999
  - Artioposthia von Graff, 1896
  - Australopacifica Ogren & Kawakatsu, 1991
  - Australoplana Winsor, 1991
  - Caenoplana Moseley, 1877
  - Coleocephalus Fyfe, 1953
  - Endeavouria Ogren & Kawakatsu, 1991
  - Fletchamia Winsor, 1991
  - Kontikia C. G. Froehlich, 1955
  - Lenkunya Winsor, 1991
  - Newzealandia Ogren & Kawakatsu, 1991
  - Pimea Winsor, 1991
  - Reomkago Winsor, 1991
  - Tasmanoplana Winsor, 1991
  - Timyma E. M. Froehlich, 1978
- Eudoxiatopoplanini:
  - Eudoxiatopoplana Winsor, 2009[6]
- Pelmatoplanini:
  - Beauchampius Ogren & Kawakatsu, 1991
  - Pelmatoplana Graff, 1896
- Rhynchodemini:
  - Anisorhynchodemus Kawakatsu, Froehlich, Jones, Ogren & Sasaki, 2003
  - Cotyloplana Spencer, 1892
  - Digonopyla Fischer, 1926
  - Dolichoplana Moseley, 1877
  - Platydemus von Graff, 1896
  - Rhynchodemus Leidy, 1851